# Mailly Wood Cemetery
Le Mailly Wood Cemetery  (Cimetière militaire britannique du Bois de Mailly) est un cimetière militaire de la Première Guerre mondiale situé  sur le territoire de la commune de Mailly-Maillet, dans le département de la Somme, au nord-est d'Amiens.  Un second cimetière militaire britannique est implanté sur le territoire de la commune: le Mailly-Maillet Communal Cemetery Extension.

## Localisation
Ce cimetière est situé à 1 km au sud-ouest du village, en bordure du Bois de Mailly. À partir de la D919, on y accède par un chemin dédié de 400 m au milieu des cultures.

## Histoire

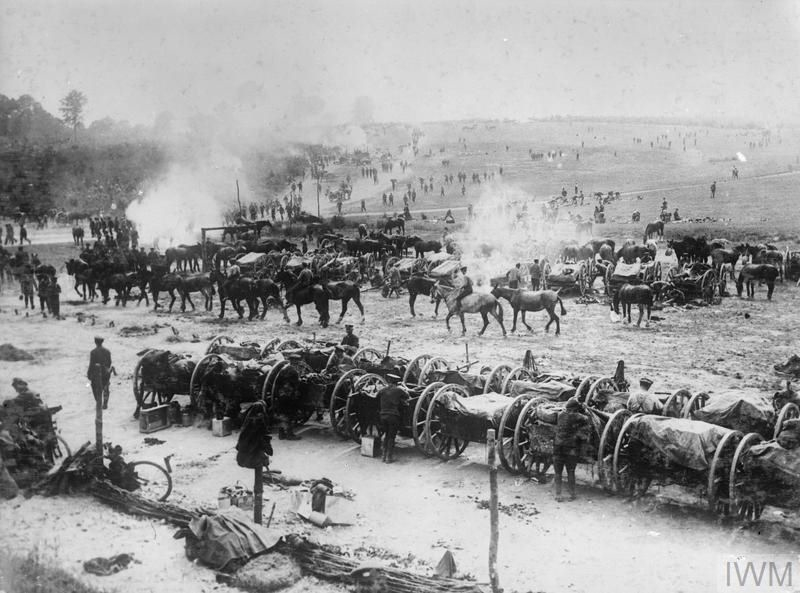
Un camp britannique derrière les lignes à Mailly-Maillet lors de la Bataille de la Somme en juillet 1916. © IWM (Q 726).

Le secteur de Mailly-Maillet passe aux mains des britanniques à l'été 1915. Situé à proximité du front, de nombreux cimetières du Commonwealth sont aménagés dans le secteur. 

Le cimetière de Mailly Wood a été commencé avec l'inhumation de treize hommes du 2e Seaforth Highlanders tombés le 25 juin 1916.
À partir du 1er juillet 1916, Mailly-Maillet servit de base arrière aux armées britanniques pendant la bataille de la Somme.

En novembre 1916, des hommes de la 51e division (Highland) y ont été inhumés après la prise de Beaumont Hamel. Par la suite, le cimetière fut peu utilisé jusqu'en avril-août 1918, lorsque l'Offensive du Printemps des Allemands sur Amiens se rapprocha de la ligne de front.

Après l'Armistice, des tombes des champs de bataille immédiatement au nord-est du village ont été amenées dans le cimetière.

Le cimetière contient aujourd'hui 702 sépultures et commémorations de la Première Guerre mondiale dont 60  ne sont pas identifiées
.

## Caractéristique
Ce cimetière a un plan rectangulaire de 50 m sur 35.

Il est entouré d'un muret de briques.

Le cimetière a été conçu par Sir Reginald Blomfield.

## Galerie

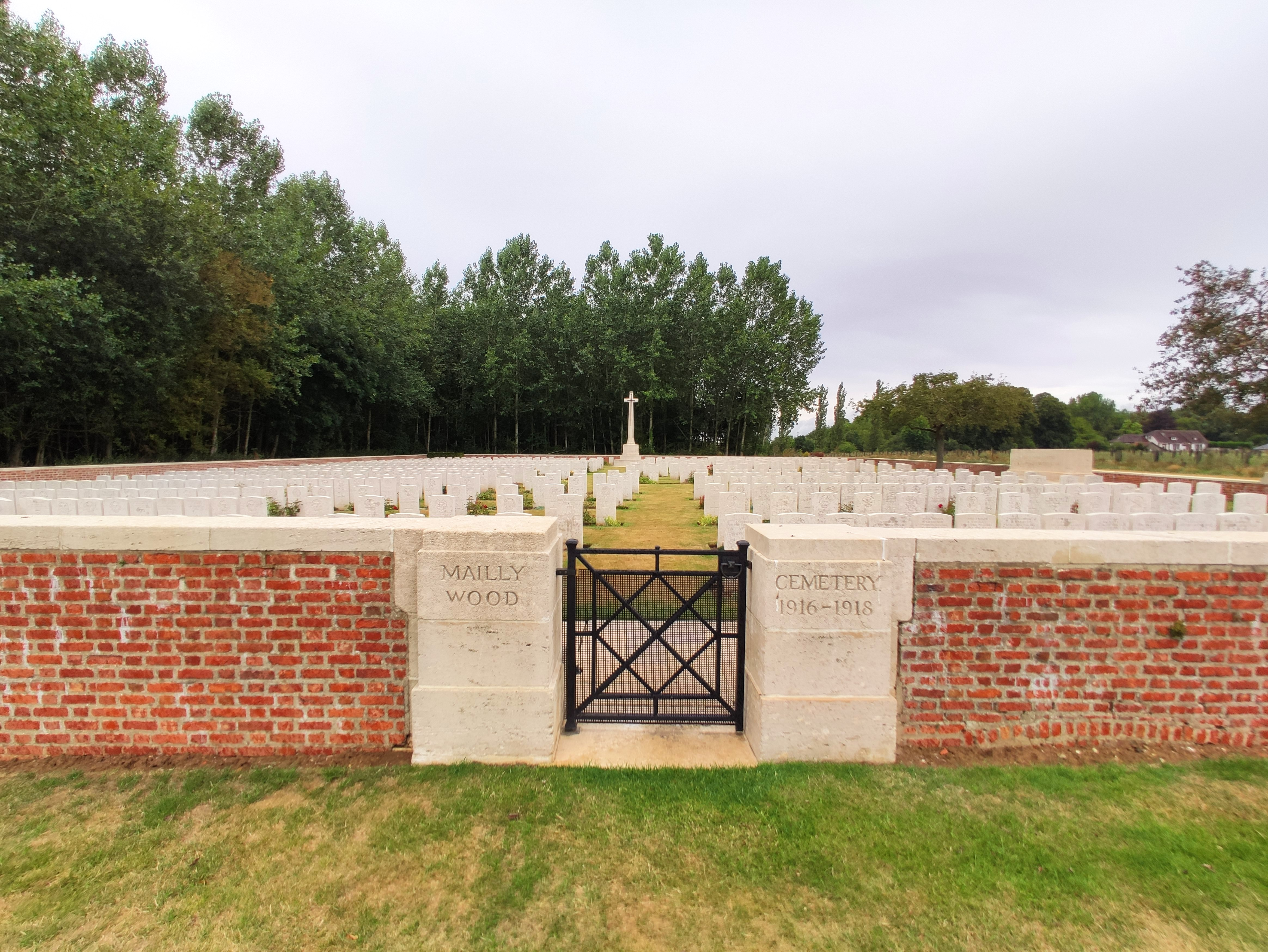
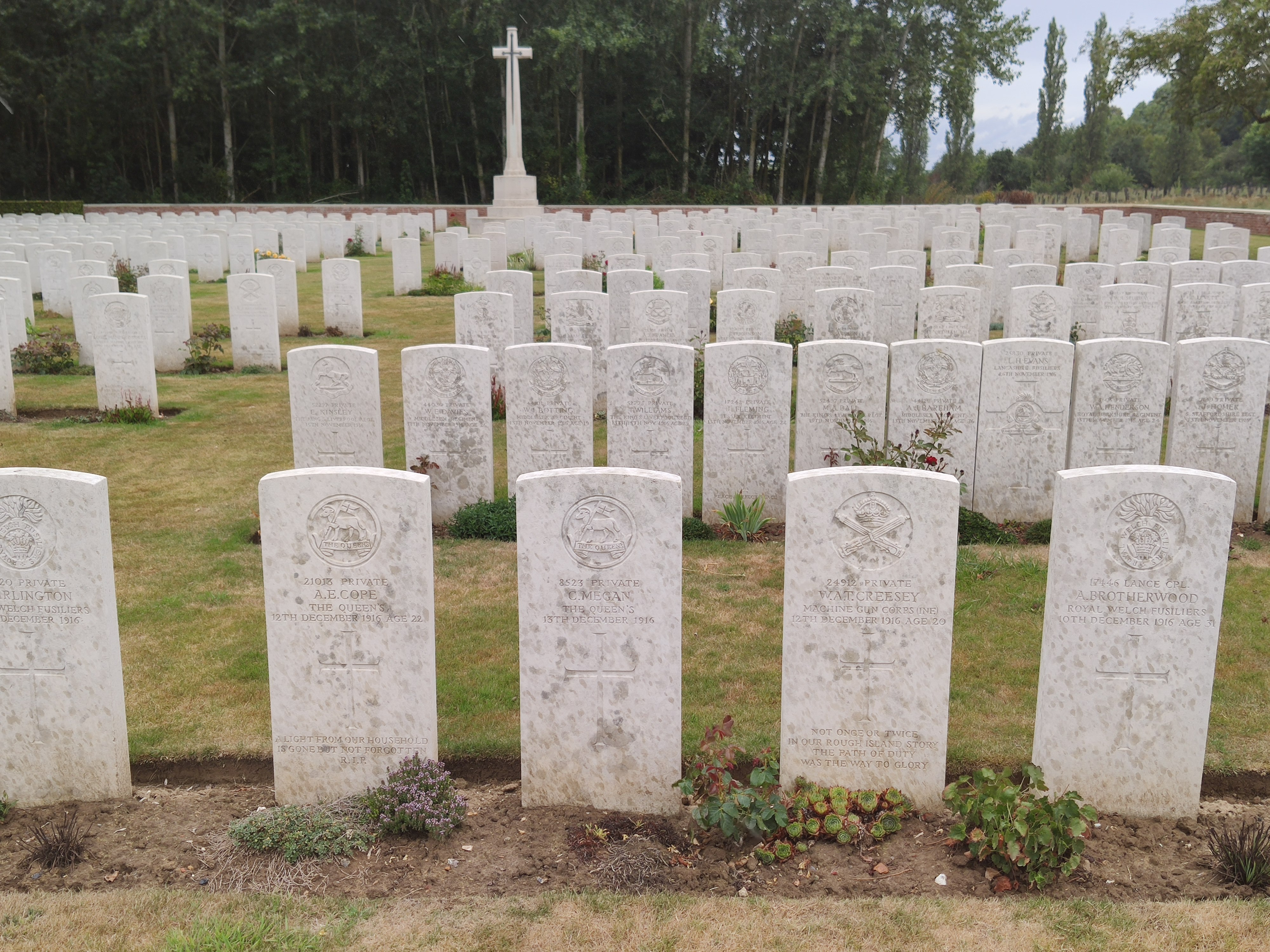
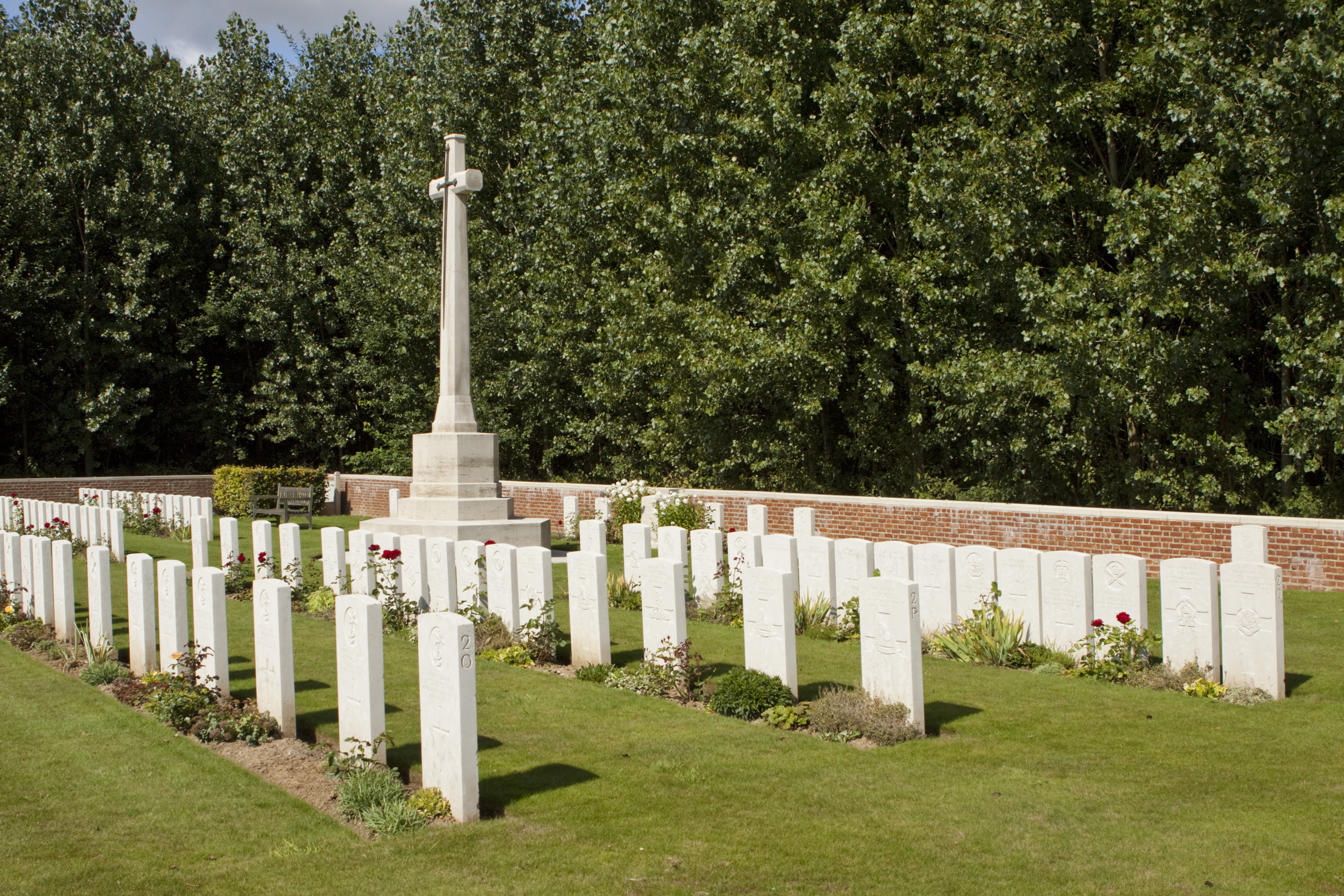
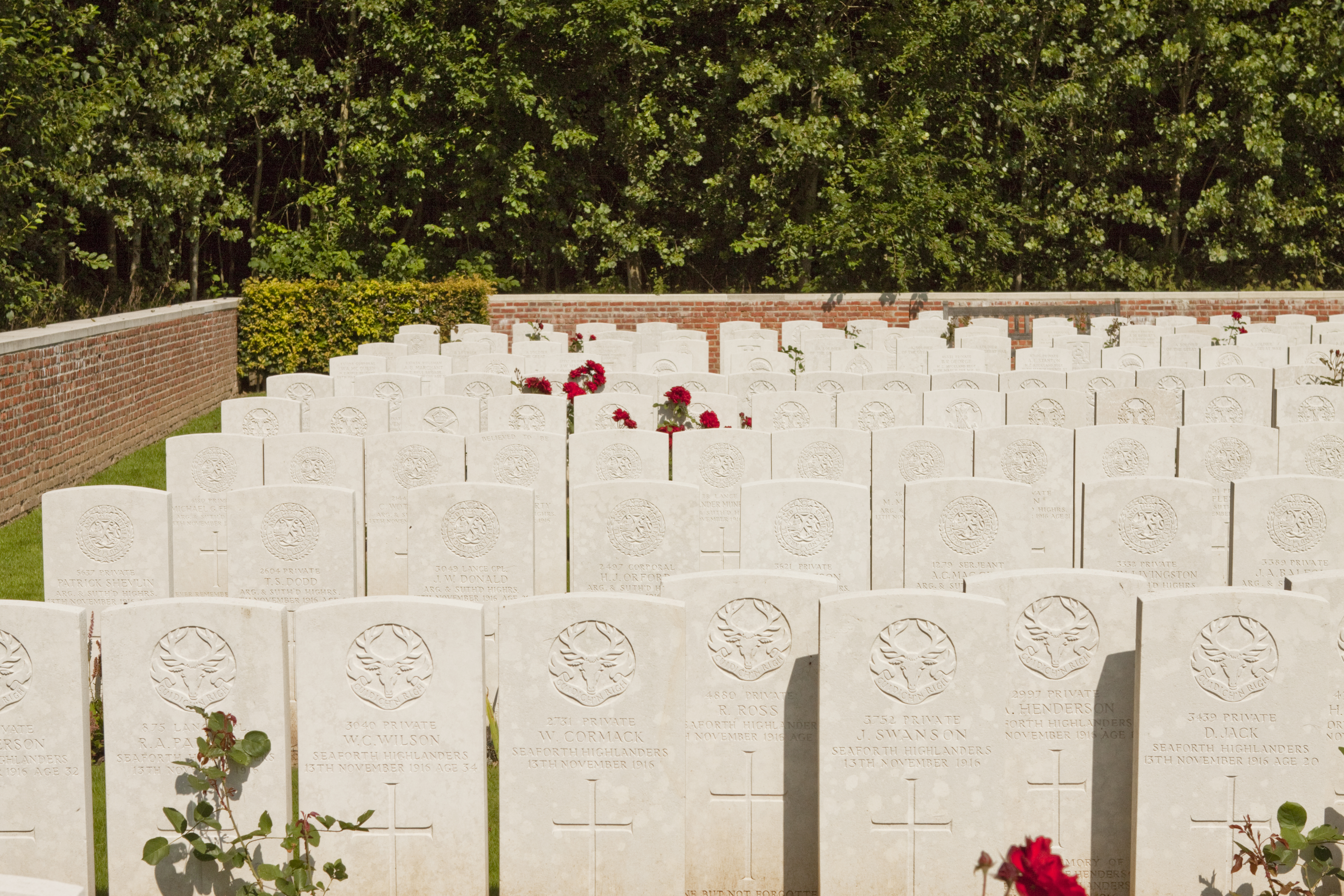
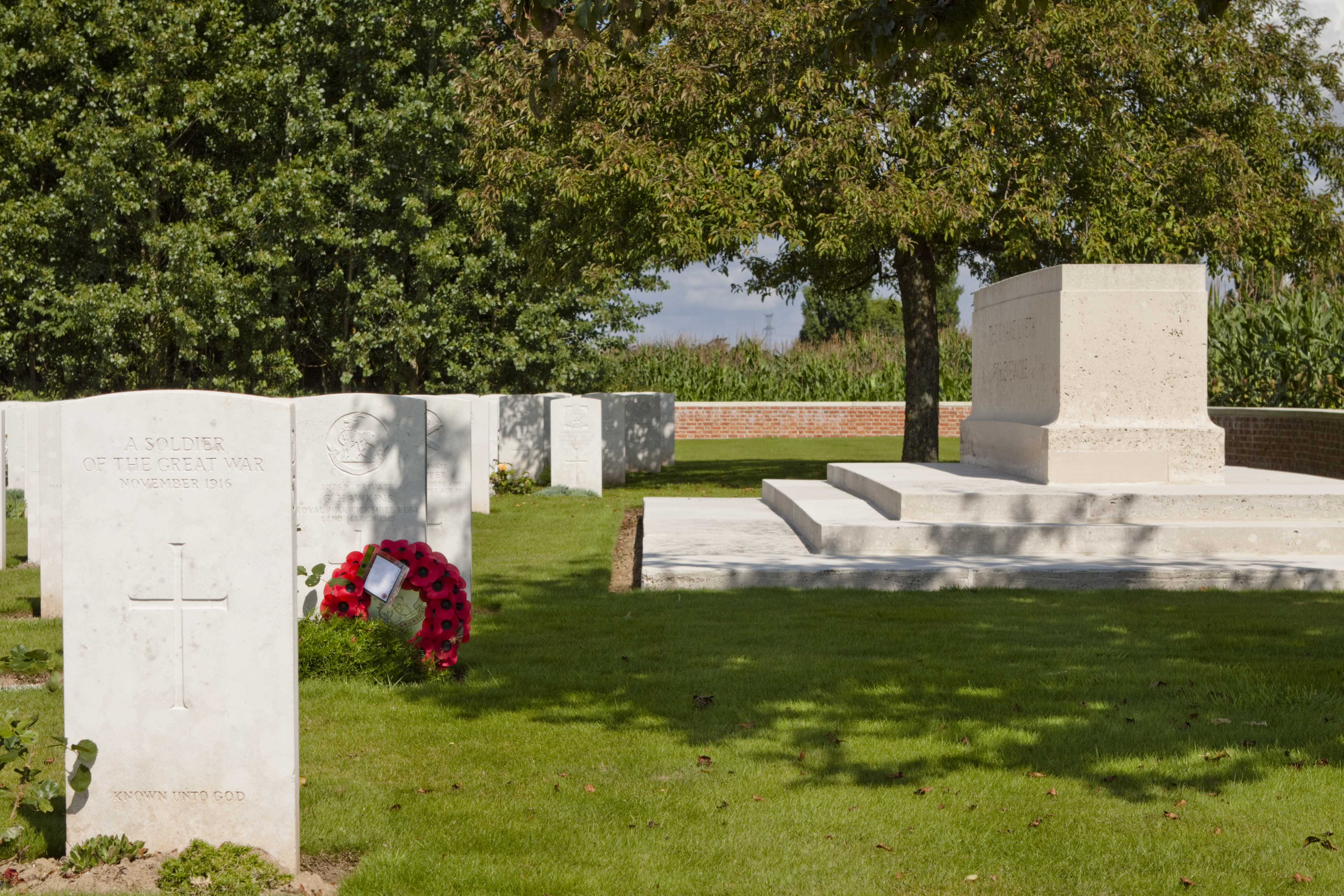
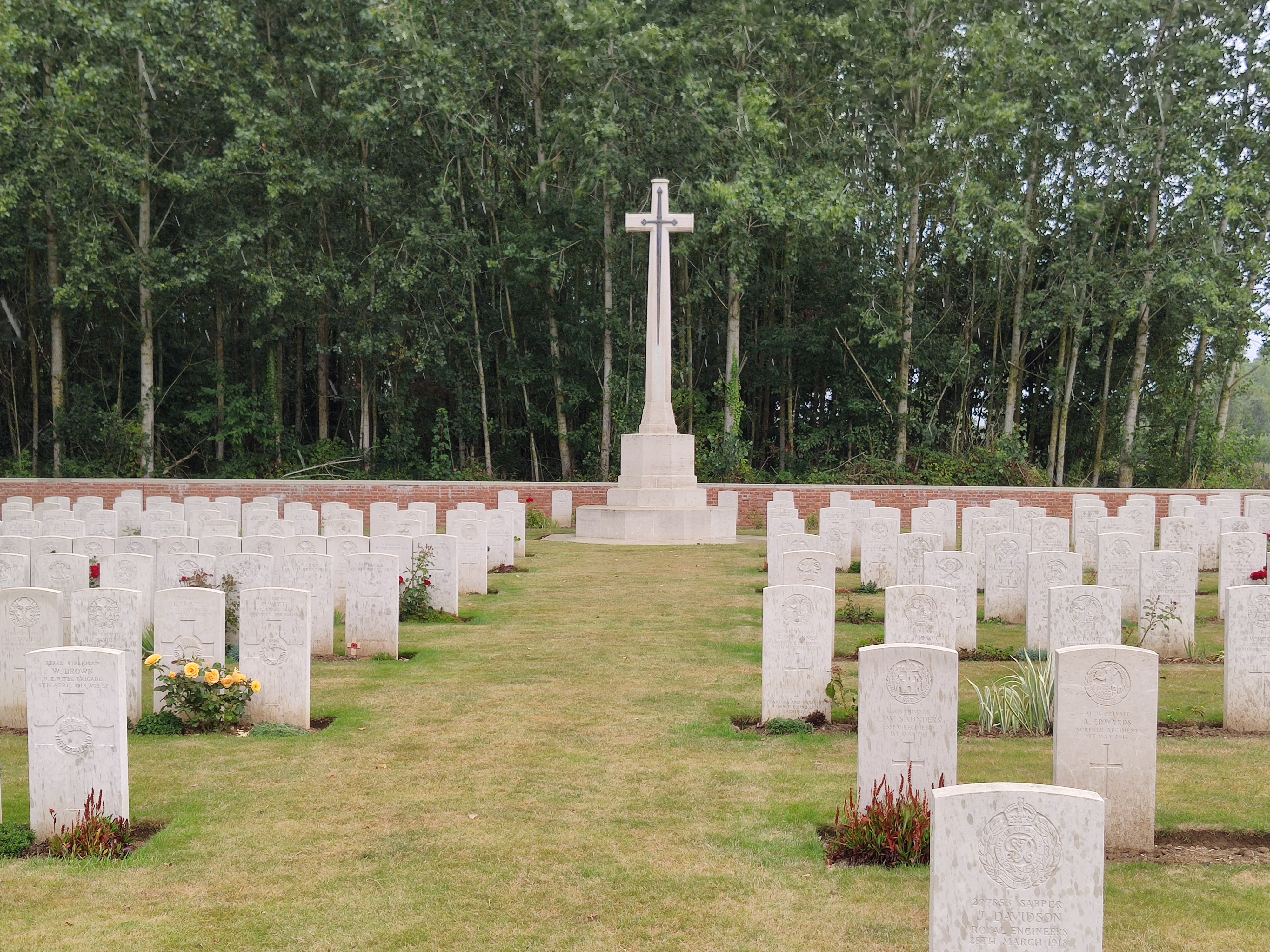
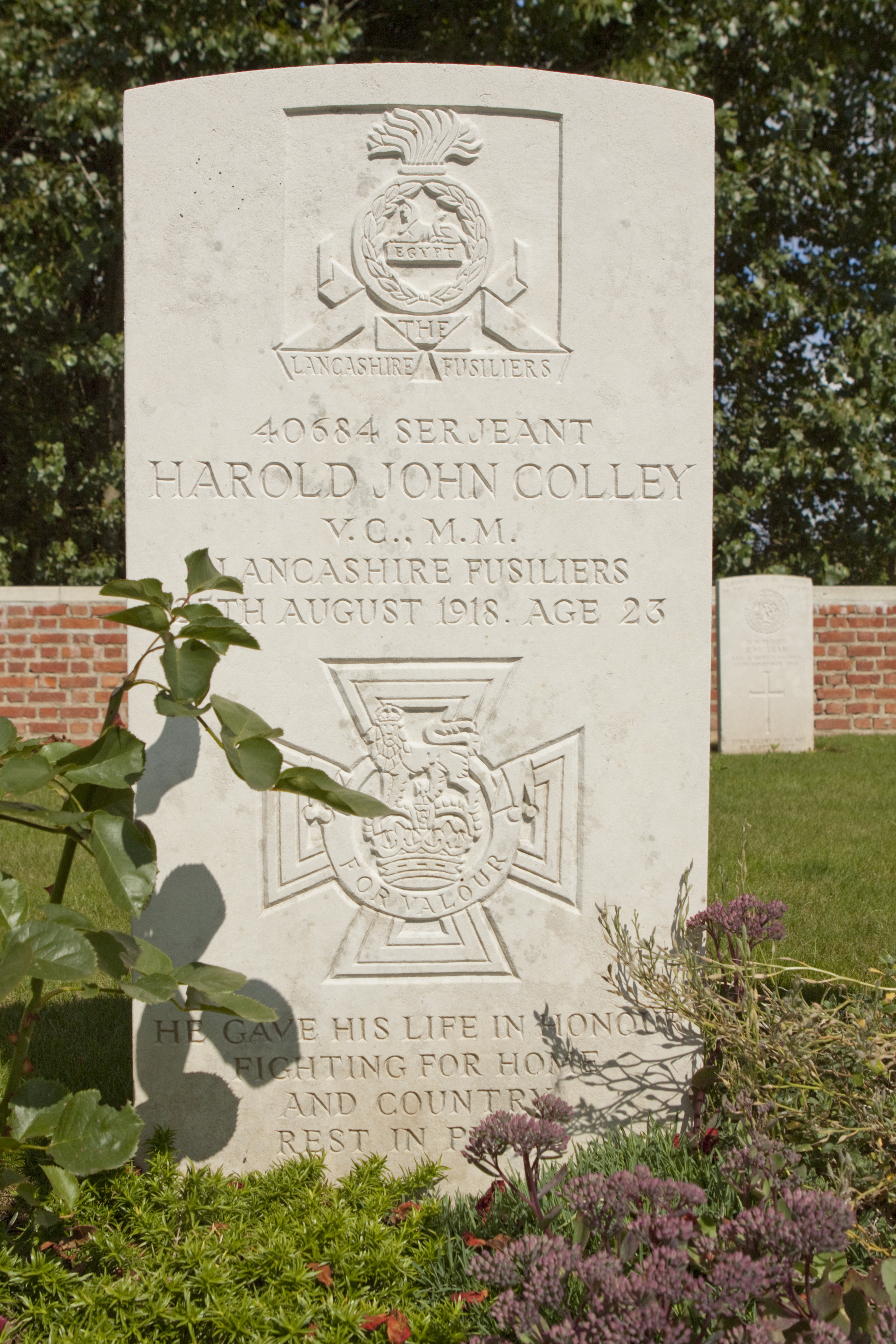

## Sépultures
| Pays             | Sépultures |
| ---------------- | ---------- |
| Royaume-Uni      | 671        |
| Nouvelle-Zélande | 28         |
| Afrique du Sud   | 3          |
| Total            | 702        |